# Johann Altzheim
Johann Altzheim OCist († 7. April 1459 im Kloster Bronnbach) war von 1447 bis 1451 Abt des Zisterzienserstiftes Heiligenkreuz und von 1452 bis 1459 Abt von Bronnbach.
Von 1415 bis 1433 hatte Altzheim in Heidelberg studiert und gelehrt, 1434 schrieb er sich dann an der Wiener Universität ein, wo er als Doktor der Theologie lehrte und in den Jahren 1437 und 1439 als Dekan der Theologischen Fakultät wirkte. Zugleich bekleidete er das Amt des Provisors am St. Nikolaus-Kolleg, dem von Heiligenkreuz erhaltenen Studienhaus der Zisterzienser in Wien (Singerstraße 13). 1447 wurde der Bronnbacher Konventuale, der 1449 von Bischof Enea Silvio Piccolomini, dem späteren Papst Pius II. (1458–1464), als theologus perspicax (scharfsinniger Theologe) bezeichnet wurde, Abt des Stiftes Heiligenkreuz.
1451 dankte Abt Johann ab und kehrte in sein Professkloster Bronnbach zurück. Dort wurde er im Herbst 1452 Abt. Bis zu seinem Tod verteidigte er energisch die Rechte seines Klosters und mehrte dessen Güter. Begraben wurde er im Kapitelsaal seines Heimatklosters, wo sich seine Grabplatte, allerdings ohne nähere Bezeichnung, bis heute erhalten hat. Erhalten blieb auch die Erinnerung an ihn als einen bedeutenden Theologen.